# Porota

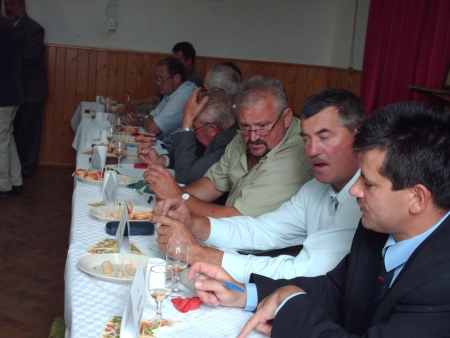
Odborná porota vybírá nejlepší vína (Maďarsko)

Porota je sbor, jehož úkolem je něco posuzovat. Člen poroty se označuje slovem porotce, členka poroty se pak označuje jako porotkyně. Původ slova je praslovanský a je odvozován ze slova rota = přísaha. Slovo tedy označovalo sbor soudců zavázaných přísahou.
Porota může být buď odborná, složená z odborníků, nebo laická, jejímž smyslem je být reprezentativním průměrným vzorkem lidu či obecenstva.
Nejběžněji se porota užívá jako:
- soudní porota, orgán soudu ve vyspělých demokraciích v angloamerickém právním systému a v části kontinentální Evropy rozhodující o vině pachatele; jde o realizaci ústavního principu účasti lidu na vymáhání dodržování práva;
- soutěžní porota (jury [ʒɪrɪ]IPA), sbor hodnotící umělecké, sportovní, společenské nebo jiné výkony nebo díla;
- někdy se slovem porota označují i sbory, které se podílejí na zkouškách, výběrových řízeních atd.; běžnější je v těchto případech termín komise.